# Liste der Mitglieder des Landtags von Waldeck-Pyrmont 1849–1851

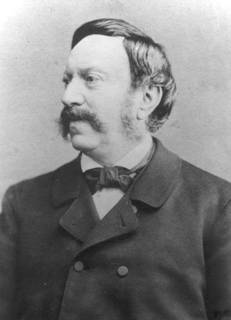
Jakob Wittgenstein, der einzige Abgeordnete jüdischen Glaubens

Diese Liste nennt die Liste der Mitglieder des Landtags von Waldeck-Pyrmont 1849–1851.
Nach der Märzrevolution wurde mit dem Staatsgrundgesetz für die Fürstentümer Waldeck und Pyrmont ein neues Wahlrecht bestimmt und 1849 der erste Landtag nach diesem Wahlrecht gewählt. Gewählt wurden 15 Abgeordnete in direkter Wahl in Einpersonenwahlkreisen.

## Liste der Abgeordneten
Die so bestimmten Abgeordneten waren:
| Wahlbezirk      | Abgeordneter                     | Anmerkungen               |
| --------------- | -------------------------------- | ------------------------- |
| I. Wahlkreis    | Friedrich Gottmann               |                           |
| II. Wahlkreis   | Hermann Backhaus                 | Präsident                 |
| III. Wahlkreis  | Robert Varnhagen                 |                           |
| IV. Wahlkreis   | Georg Müller                     |                           |
| V. Wahlkreis    | August Wirths                    |                           |
| VI. Wahlkreis   | Julius Christoph Georg Engelhard |                           |
| VII. Wahlkreis  | Wilhelm Schleicher               | bis 19. November 1850     |
| VII. Wahlkreis  | Carl Waldeck                     | ab 19. November 1850      |
| VIII. Wahlkreis | Jakob Wittgenstein               |                           |
| IX. Wahlkreis   | Wilhelm Engelhard                |                           |
| X. Wahlkreis    | Gustav Kleinschmit               |                           |
| XI. Wahlkreis   | Carl Beck                        |                           |
| XII. Wahlkreis  | Albert Osterhold                 | Vizepräsident             |
| XIII. Wahlkreis | Adolph Windel                    | Nicht eindeutig zu klären |
| XIII. Wahlkreis | August Schreiber                 | Nicht eindeutig zu klären |
| XIV. Wahlkreis  | Georg Steinmeyer                 | bis 27. Juli 1851         |
| XIV. Wahlkreis  | Georg Rhein                      | ab 27. Juli 1851          |
| XV. Wahlkreis   | Carl Rudolph Waldeck             |                           |

## Wahlkreise
Die Wahlkreise waren:
| Wahlbezirk      | Gebiet |
| --------------- | --- |
| I. Wahlkreis    | Nieder-Wildungen, Alt-Wildungen, Züschen, Mandern, Wellen, Wega                                                                                          |
| II. Wahlkreis   | Albertshausen, Frebershausen, Hüddingen, Hundsdorf, Armsfeld, Bergfreiheit, Odershausen, Braunau, Reinhardshausen, Gellershausen, Kleinern, Reitzenhagen |
| III. Wahlkreis  | Mengeringhausen mit Rhoden, Landau und Arolsen |
| III. Wahlkreis  | Stadt Waldeck, Anraff, Giflitz, Bergheim, Mehlen, Affoldern, Hemfurth, Bringhausen, Buhlen, Böhne, Königshagen, Berich                                   |
| IV. Wahlkreis   | Sachsenhausen, Freienhagen, Netze, Ober-Werbe, Nieder-Werbe, Alraft, Dehringhausen, Meineringhausen, Strothe                                             |
| V. Wahlkreis    | Sachsenberg, Fürstenberg, Immigshausen, Rhadern, Münden, Neukirchen, Dalwigksthal, Goddelsheim                                                           |
| VI. Wahlkreis   | Korbach, Ober-Ense, Nieder-Ense, Nordenbeck, Goldhausen, Lelbach, Lengefeld, Berndorf                                                                    |
| VII. Wahlkreis  | Eppe, Nieder-Schleidern, Hillershausen, Alleringhausen, Welleringhausen, Neerdar, Bömighausen, Rhena, Usseln, Willingen, Schwalefeld, Rattlar            |
| VIII. Wahlkreis | Flechtdorf, Benkhausen, Sudeck, Heringshausen, Stormbruch, Rhenegge, Adorf, Wirmighausen, Helmscheid, Vasbeck, Gembeck                                   |
| IX. Wahlkreis   | Mengeringshausen, Mühlhausen, Twiste, Ober-Waroldern, Nieder-Waroldern, Elleringhausen, Braunsen                                                         |
| X. Wahlkreis    | Arolsen, Landau, Volkhardinghausen, Bühle, Lütersheim, Massenhausen                                                                                      |
| XI. Wahlkreis   | Helsen, Külte, Wetterburg, Schmillinghausen, Herbsen, Hörle, Ammenhausen, Dehausen, Neudorf, Kohlgrund                                                   |
| XII. Wahlkreis  | Rhoden, Wrexen, Helmighausen, Hesperinghausen, Wethen |
| XIII. Wahlkreis | Stadt Pyrmont, Holzhausen |
| XIV. Wahlkreis  | Osdorf, Hagen, Löwensen, Thal |
| XV. Wahlkreis   | Neersen, Baarsen, Großenberg, Kleinenberg, Eichenborn |